# Majete Wildlife Reserve

Hauptzugang der Majete Wildlife Reserve

Majete Wildlife Reserve ist ein Tierschutzgebiet im unteren Shire-Tal in Malawi, etwa 80 km westlich von Blantyre, nur wenig nördlich des Lengwe-Nationalparks, von dem es nur durch ein Tal getrennt ist. Das Majete Reservat umfasst 700 km² und wurde 1955 gegründet, aber aufgrund mangelnder Ressourcen nicht bewacht und wirksam geschützt, so dass es durch Wilderei zum Aussterben der meisten Großtierarten im Gebiet kam. In den 1980er-Jahren wurden noch etwa 200 Elefanten im Gebiet gezählt, bis 1995 war die Population vollständig verschwunden; der Park wurde schließlich aufgegeben.
2003 übernahm die African Parks Foundation in Partnerschaft mit verschiedenen Geldgebern und der malawischen Regierung das Management des Gebiets und führte umfangreiche Neuansiedlungen von Tieren, insbesondere auch Elefanten durch. Aus dem Liwonde-Nationalpark wurden 2006 70 Elefanten überführt, 2008 erneut 62 Tiere. Durch Geburten im Park beträgt die Elefantenpopulation derzeit 144 Tiere. Darüber hinaus können Antilopen (Impala, Kudu, Wasserbock und andere), Warzen- und Buschschweine, Flusspferde am Shire und zahlreiche Vogelarten beobachtet werden.  Berichten zufolge gab es Mitte 2017 400 Elefanten in Majete.
African Parks siedelte daher etwa 500 Elefanten aus dem Liwonde-Nationalpark und dem Majete-Wildreservat in das Nkhotakota-Wildreservat um, um Nkhotakota als sicheres Elefantenschutzgebiet wiederzubevölkern und den Druck auf die Ökosysteme in Majete und Liwonde aufgrund des Elefantenüberschusses in diesen Parks zu verringern. 2018 wurden 13 Giraffen aus Südafrika und dem Nyala Park in das Reservat umgesiedelt, gefolgt von zehn weiteren im Jahr 2021. Im Jahr 2019 wurden auch fünf Geparden wieder angesiedelt, nachdem sie jahrzehntelang verschwunden waren. Ein Jahr später kehrte der Afrikanischen Wildhund zurück, als ein Rudel von sechs Tieren aus Südafrika und Mosambik in den Park umgesiedelt wurde.
In den letzten Jahren wurde die Infrastruktur des Parks unter dem neuen Management erheblich verbessert. Touristisch zugänglich ist aber nur ein relativ kleiner Bereich im Nordosten des Parks, der Rest des Geländes ist gebirgig und schwer erreichbar. Es gibt Möglichkeiten zum Camping, Hüttenzelte mit Stromversorgung und Duschen zum Übernachten, sowie ein kleines Restaurant.